# Egle
Genre
Egle est un genre de diptères de la famille des Anthomyiidae.

## Liste d'espèces
Selon BioLib (9 avril 2021) :
- Egle acicularis Griffiths, 2003
- Egle anderssoni Michelsen, 2009
- Egle arctophila Griffiths, 2003
- Egle atomaria (Zetterstedt, 1845)
- Egle bicaudata (Malloch, 1920)
- Egle brevicornis (Zetterstedt, 1838)
- Egle ciliata (Walker, 1849)
- Egle concomitans (Pandellé, 1900)
- Egle falcata Ackland & Griffiths in Griffiths, 2003
- Egle groenlandica Michelsen, 2009
- Egle ignobilis Michelsen, 2009
- Egle inermis Ackland, 1970
- Egle inermoides Michelsen, 2009
- Egle longipalpis (Malloch, 1924)
- Egle longirostris (Stein, 1907)
- Egle lyneborgi Ackland & Griffiths in Griffiths, 2003
- Egle minuta (Meigen, 1826)
- Egle myricariae Grossmann, 1998
- Egle parva Robineau-Desvoidy, 1830
- Egle parvaeformis Schnabl in Schnabl & Dziedzicki, 1911
- Egle pilitibia (Ringdahl, 1918)
- Egle polychaeta Griffiths, 2003
- Egle protuberans Griffiths, 2003
- Egle pseudosteini Griffiths, 2003
- Egle rhinotmeta (Pandellé, 1900)
- Egle salicola (Huckett, 1928)
- Egle setiapicis (Huckett, 1965)
- Egle setiapicoides Michelsen, 2009
- Egle steini Schnabl in Schnabl & Dziedzicki, 1911
- Egle subarctica (Huckett, 1965)
- Egle subarcticoides Michelsen, 2009
- Egle suwai Michelsen, 2009